# Microterys tricoloricornis
Microterys tricoloricornis är en stekelart som först beskrevs av De Stefani 1886.  Microterys tricoloricornis ingår i släktet Microterys och familjen sköldlussteklar. Inga underarter finns listade i Catalogue of Life.